# Fabio Mancini
Fabio Mancini (nascido em 11 de agosto de 1987) é um modelo italiano.
Ele é reconhecido por ser um dos poucos bem-sucedidos modelos italianos de trabalho internacional e por estar presente na maioria das campanhas publicitárias Giorgio Armani e desfiles de moda desde o início de sua carreira de modelo.

## Vida pessoal
Fabio Mancini nasceu em Bad Homburg vor der Höhe, Alemanha e mudou-se para Milão, na Itália, quando ele tinha 4 (quatro) anos de idade. Seu pai é descendente de italiano, enquanto sua mãe tem descendência indiano e italiana. Ele atualmente vive em Milão.

## Carreira de modelo
A carreira de modelo de Mancini começou aos 23 anos de idade, quando ele foi descoberto nas ruas de Milão. Ele passou por designers, incluindo Giorgio Armani, Emporio Armani, Dolce & Gabbana, Dolce & Gabbana Alta Sartoria, Vivienne Westwood, Dirk Bikkembergs, Ermanno Scervino, Brioni e muitos mais.
Ao longo da sua carreira de modelo, Mancini trabalhou em campanhas publicitárias para Armani Jeans, Emporio Armani Underwear, Carolina Herrera, Aigner, Carlo Pignatelli Vince Camuto, Pierre Cardin e L'Oréal. Ele apareceu em capas de revistas, incluindo Hachi Revista e David Revista e também em fotos de alta moda , editoriais para a Harper's Bazaar, a Saúde dos Homens e Vogue.
Em 2014, após várias campanhas para a Armani Jeans Campanhas, o designer Armani lançou uma nova linha de roupa íntima, a Emporio Armani underwear Sensual Collection, dirigida por Andrea Dones, onde Fábio se tornou o rosto da linha por duas temporadas consecutivas. Um vídeo também foi feito e usado para representar o ícone do tributo ao corpo para Giorgio Armani 40º Aniversário #ATRIBUTO PARA AO CORPO N"20/40.
Mancini é o novo embaixador para a Coleção de Cueca 2016 de Pierre Cardin.

## Recepção e conquistas
- Em 2014 e 2015, o site Models.com incluiu Mancini em the Sexiest Men's list.[4]
- Vogue incluiu Mancini no melhor de 2015 Vogue Hommes Model fitness.[5]
- Mancini aparece na lista: Os 50 melhores Modelos Masculinos de Todos os tempos da Out Magazine.[6]
- Cinco melhores Modelos italianos na Semana de Moda de Milão 2016 pela Vogue[7]
- Vogue: 15 modelos favoritos de Dolce&Gabbana.[8]

## Referencias
1. ↑  «Model Profile – Fabio Mancini». models.com. Consultado em 11 de novembro de 2015
2. ↑  «Model Profile – Fabio Mancini». Models.com. Consultado em 11 de novembro de 2015
3. ↑  Vogue Paris", Retrieved November 5, 2015.
4. ↑  «Sexiest Men on models.com». Models.com. Consultado em 9 de janeiro de 2016
5. ↑  «Best of 2015: Model fitness and grooming routines». Vogue Paris. 24 de dezembro de 2015. Consultado em 24 de dezembro de 2015
6. ↑  «The 50 Hottest Male Models of All Times». Out.com. Consultado em 19 de junho de 2015
7. ↑  Okwudo, Janelle. «Surprising Exactly No One, Men's Fashion Week in Milan Was Full of Gorgeous Italian Models». Vogue. Consultado em 19 de janeiro de 2016
8. ↑  «Our 15 favorite male models of Dolce & Gabbana». Vogue France. 19 de janeiro de 2016